# Medea in Corinto
Medea in Corinto ist eine Oper in zwei Akten von Johann Simon Mayr nach dem Libretto von Felice Romani.
Sie wurde vom Teatro San Carlo in Neapel in Auftrag gegeben, die Erstaufführung fand am 28. November 1813 statt. Das Werk war sehr erfolgreich und wurde in den folgenden Jahren in vielen italienischen und europäischen Opernhäusern aufgeführt.

## Inhalt

### Erster Akt
Kreusa ist die Tochter von Kreon, König von Korinth. Sie ist mit dem Krieger Jason liiert, doch die Beziehung steht auf wackeligem Boden. Jason will sie heiraten, doch Kreusa selbst ist schon verlobt mit dem athenischen König Aigeus, während  Jason längst mit Medea verheiratet ist und mit dieser zwei Kinder hat. Die Lage spitzt sich zu, zumal Jason mit Hilfe Medeas Pelias, den König der Kolcher, umgebracht hat und die Kolcher nun Korinth belagern. Akastos, der Sohn des ermordeten Kolchen-Königs, befiehlt Kreon, Medea und Jason aus Korinth zu vertreiben. Nach Verhandlungen kommt man auf einen Kompromiss:
Jason muss Medea verlassen und Medea soll von Korinth verbannt werden. Kreon bereitet die Hochzeit seiner Tochter mit Jason vor.
Medea gibt sich nicht geschlagen, von den Göttern verlangt sie Gerechtigkeit für den Treuebruch ihres Gatten. Jason bestreitet, verliebt zu sein, und behauptet, er würde so Medeas Leben und das der zwei Kinder vor der Rache Akastos' schützen. Als der König Aigeus in Athen von der anstehenden Hochzeit seiner Verlobten Kreusa mit Jason hört, versucht er mit Medea gewalttätig die Feier zu verhindern. Aigeus versucht nun, Kreusa zu entführen.

### Zweiter Akt
Die Entführung misslingt und Jason siegt über Aigeus, der nun inhaftiert wird. Die Hochzeit soll fortgesetzt werden. Medea sieht rot. Die Götter der Unterwelt sollen ihr beim Rachefeldzug helfen. Kreusa hat Erbarmen mit Medea, sie fleht ihren Vater an, er möge Medeas letzten Wunsch erfüllen: Abschied zu nehmen von ihren Kindern. Medea täuscht eine Freundschaft zu Kreusa vor und schenkt ihr ein kostbares Gewand. Alles scheint in Wohlwollen aufzugehen.
Aigeus und Medea verbünden sich. Sie hilft ihm zu fliehen und er unterstützt sie jetzt in ihrer Rache.
Die Ehe zwischen Jason und Kreusa ist vollzogen. Doch das wertvolle Kleid, das Kreusa von Medea bekam, war vergiftet. Kreusa stirbt qualvoll. Jason ist wutentbrannt. Medea tötet ihre und Jasons Kinder. Jason versucht, sich das Leben zu nehmen. Medea ist nun auf der Flucht.

## Interpreten der Uraufführung

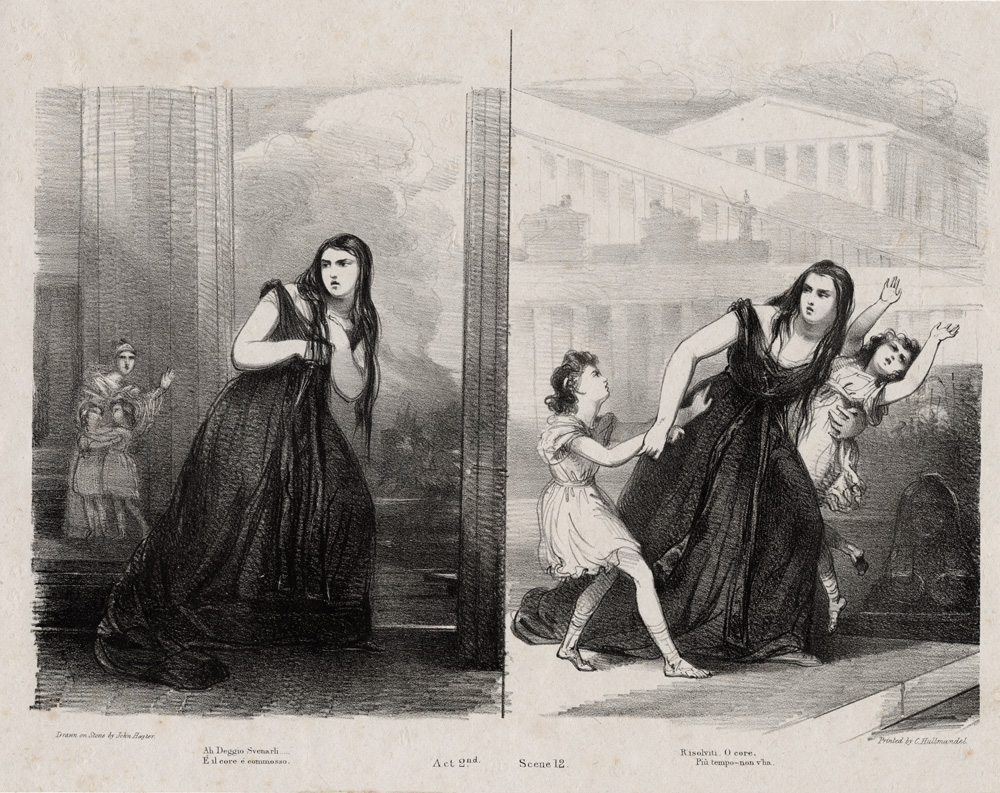
Giuditta Pasta in Mayrs Medea in Corinto

Zu den Interpreten der Uraufführung von Mayrs Medea gehörten die bedeutendsten Sänger der Zeit, allen voran die berühmte Isabella Colbran in der Titelrolle, aber auch mehrere andere, die nur wenig später auch in Rossinis neapolitanischen Opern mitwirken sollten: Michele Benedetti (Creonte), Manuel García d. Ä. (Egeo), Andrea Nozzari (Giasone), Teresa Luigia Pontiggia (Creusa), Raffaele Ferrari (Evandro), Joaquína García (Ismene) und Gaetano Chizzola (Tideo). Maria García (die spätere Maria Malibran) spielte eines von Medeas Kindern.
Die Rolle der Medea gehörte nicht nur zu den Glanzrollen der Colbran, sondern später vor allem auch von Giuditta Pasta, deren ausdrucksstarke Interpretation berühmt war,:44–48 und als Vorgängerin ihrer Paraderolle, der Titelrolle von Vincenzo Bellinis Norma, gelten kann und galt. Die Pasta sang Mayrs Medea zum ersten Mal im Januar 1823 in Paris, wo man sie „simple, séduisante, sublime, superbe“ („einfach, verführerisch, sublim, superb“) fand.:44 Sie sang die Rolle nochmals in Paris und in London 1826; dort hatte sie einen derart triumphalen Erfolg als Medea, dass sie die Oper in den darauffolgenden Jahren noch viele Male singen musste (1827, 1828, 1831, 1833 und 1837). In Italien verkörperte sie die Medea 1826 in Neapel und 1829 in Mailand. Lord Mount Edgcomb, der die Pasta zunächst in einem privaten Konzert gehört und von ihr enttäuscht war, schrieb 1834 über ihre Interpretation von Mayrs Medea: „Kein Part könnte besser kalkuliert sein, um ihre Stärken ins rechte Licht zu setzen, als Medea, welcher ihr Möglichkeiten zu tiefstem Pathos und allerheftigster Leidenschaft bietet. In beidem war sie eminent erfolgreich, und ihre Aufführung überraschte und entzückte mich.“:46

## Entstehung und Bedeutung
Die größte Besonderheit von Mayrs Medea in Corinto liegt in der Tatsache, dass sie eine durchkomponierte Orchesterbegleitung hat, also keine Secco-Rezitative. Dies unterscheidet sie auch von der heutzutage – durch Maria Callas – viel bekannteren Medea Cherubinis, die im Original als französische Opéra-comique gesprochene Dialoge hatte, und erst viel später (1855) in Deutschland mit Rezitativen versehen wurde. Eine andere Besonderheit war zu seiner Zeit und innerhalb der italienischen Oper auch das tragisch-negative Ende.:44 Auch Rossini schrieb im selben Jahr ein tragisches Ende für seinen Tancredi für eine Aufführung in Ferrara, aber in der venezianischen Premiere und allen anderen Aufführungen wurde immer das bekanntere Happy End verwendet. Medea in Corinto war also aufgrund ihrer durchkomponierten Form und wegen des düsteren Endes ein wichtiger Meilenstein in Richtung auf die italienische romantische Oper.
Die durchkomponierte Form entsprach ursprünglich nicht den Ideen des fünfzigjährigen Komponisten, der in einem ersten Entwurf im Sinne der typischen italienischen Tradition noch Secco-Rezitative entworfen, und den Part des Giasone sogar zunächst für einen Mezzosopran (d. h. für einen Kastraten oder als Hosenrolle) konzipiert hatte.:16–18 Da Neapel zu dieser Zeit aber unter der Herrschaft und dem kulturellen Einfluss des napoleonischen Frankreichs stand, bestanden die Auftraggeber am Teatro San Carlo, allen voran Domenico Barbaja, auf einer Ausführung im Sinne der französischen Tradition nach Gluck (Orfeo ed Euridice etc.) und Spontini (La vestale): Also eine reine Orchesterbegleitung und in den Männerrollen nur Tenöre und Bässe.:16–18
Da Mayr von allen Komponisten der italienischen Oper dieser Epoche ohnehin bekannt für seine einfallsreichen und ausgearbeiteten Instrumental- und Orchesterparts war, erledigte er diese Aufgabe mit großem Erfolg – gerade und ganz besonders in den rezitativischen Passagen, wo die Orchestereinwürfe mit großer Feinfühligkeit auf den hervorragenden Text des jungen Felice Romani antworten. Mayrs Orchestrierung wurde also von den italienischen Zeitgenossen als ausgesprochen gelungen gefeiert, gerade im Vergleich mit Spontinis nur wenige Jahre zuvor in Neapel gespielter La vestale, die man im Lande des Belcanto als „lärmend“ empfand.:22
Medea war erst die zweite Oper von Romani, und seine zweite Zusammenarbeit mit Mayr.:24–25 Der große Erfolg der Oper basierte zu einem guten Teil auch auf Romanis Libretto, in dem die Figur der Medea nicht eindimensional als bösartige Furie dargestellt wird, sondern menschlich als eine eigentlich liebende Frau, deren Gefühle abgelehnt und verletzt wurden (siehe die Aria der Medea und das Duetto Medea/Giasone im ersten Akt). Die große emotionale Vielschichtigkeit und Szenen wie Medeas geheimnisvolle und unheimliche Beschwörungsszene im zweiten Akt dürfte auch der Grund gewesen sein für die Beliebtheit dieser Oper bei so ausdrucksvollen Sängerdarstellerinnen wie Colbran und Pasta.
Es bleibt hervorzuheben, dass Mayrs Medea in Corinto trotz der französisch-gluckischen Zugeständnisse eine Oper des spätklassischen italienischen Belcanto kurz vor bzw. zeitgleich mit dem jungen Rossini ist. Im Gegensatz zum französischen Gesangsstil (à la Cherubini und Spontini), war es in der italienischen Aufführungstradition selbstverständlich, dass der Gesangspart vor allem in den Arien nicht schlicht und einfach wie auf dem Paper gesungen wurde, sondern mit stilistisch passenden Ornamenten ausgeziert wurde.:33:89 Von manchen Künstlern wurde in dieser Hinsicht sogar eher übertrieben, z. B. von Angelica Catalani, dem letzten Kastraten Giovanni Battista Velluti oder dem virtuosen Rossini-Tenor Giovanni David. Gerade für große Gesangskünstler und -künstlerinnen wie Colbran, García,:61 Nozzari und viele andere war eine Ornamentierung so selbstverständlich, dass dies vom Komponisten von vornherein mit einkalkuliert und auch erwartet wurde,:89 ähnlich wie in der barocken Oper. Das obengenannte französische Statement über die etwas spätere Interpretation Giuditta Pastas als „simple,…“ („einfach,…“) kann und muss hier vor dem Hintergrund der Zeit – insbesondere der auf die Spitze getriebenen, rauschhaften Ornamentik und Koloraturenfreude der Rossini-Opern – als nur relativ angesehen werden.
Einige Teile der Oper existieren in verschiedenen Fassungen, die z. T. auf eine Überarbeitung Mayrs für eine Inszenierung an der Mailänder Scala 1823 mit Teresa Belloc in der Titelrolle zurückgehen; es gibt jedoch keine definitiv gültige Endfassung.:35–44

## Neuinszenierungen
2010 wurde Medea in Corinto im Nationaltheater München, Bayerische Staatsoper wiederaufgeführt unter der musikalischen Leitung von Ivor Bolton, die Inszenierung war von Hans Neuenfels, das Bühnenbild von Anna Viebrock und die Kostüme von Elina Schizler. Medea wurde gesungen von Iano Tamar, Creusa von Elena Tsallagova, und Jason von Ramón Vargas.

## Diskografie
- Medea in Corinto: Jane Eaglen, Yvonne Kenny, Bruce Ford, Raúl Giménez, Alistair Miles, Philharmonia Orchestra, dirigiert von David Parry (Opera Rara, 1997)
- Medea in Corinto: Elżbieta Szmytka, Evelyn Pollock, Mark Milhofer, Lawrence Brownlee, Wojtek Gierlach, Carlos Petruzziello, Fiqerete Ymeraj, Andrés de Castillo, Sinfonieorchester & Chor des Theater St. Gallen, dirigiert von David Stern (oehms classics, 2010)